# СНУП-топливо
Сме́шанное нитридное ура́н-плуто́ниевое ядерное топливо (СНУП-топливо) — экспериментальный вид керамического типа ядерного топлива (ЯТ), в котором делящийся материал (смесь изотопов урана-235, урана-238, плутония-239, плутония-240, плутония-241) содержится в виде мононитрида вместо оксида. СНУП-топливо считается более перспективным, чем МОКС-топливо, из-за большей теплопроводности, что может повысить эффективность работы реактора, увеличивая его топливную кампанию, за счёт испытания ТВЭЛов на глубину выгорания до 10 %.
Первым реактором работающим на СНУП-топливе в 2029 году должен стать также проектный БРЕСТ-ОД-300 в Северске, разработка которого ведётся с 1999 года. Испытания СНУП-топлива должны начаться в 2023 году на реакторе Белоярской АЭС БН-600.

## Химический состав облучённого СНУП-топлива
Деление ядер урана и плутония приводит к образованию большого числа изотопов порядка 40 химических элементов.

## Преимущества
1. Высокая плотность (≈ 13 г/см³);
2. Высокая теплопроводность (в 10-15 раз большей, чем у оксидов);
3. Низкая температура;
4. Возможность квазиравновесного режима реактора;
5. Меньший минимально возможный запас реактивности (на номинальной мощности в зависимости от конструкции активной зоны).

## Недостатки
1. Наработка долгоживущего изотопа углерода-14 при использовании для изготовления топлива самого распространённого изотопа азот-14. Во избежание этого приходится использовать более редкий изотоп азот-15.